# Baldus de Ubaldis
Baldus de Ubaldis (Baldo degli Ubaldi, ur. 2 października 1327 w Perugii, zm. 28 kwietnia 1400 w Pawii) – włoski prawnik, uczeń Bartolusa de Saxoferrato, przedstawiciel szkoły postglosatorów (komentatorów).
Pochodził ze znanej rodziny prawniczej, szlachciców z Perugii. Był jednym z najbardziej znanych uczniów Bartolusa de Saxoferrato. Po 1347 wykładał prawo na uniwersytetach w Pizie, Perugii, Padwie i Pawii. Często podróżował, będąc posłem swojego rodzinnego miasta.
Zajmował się nie tylko prawem rzymskim, ale i kanonicznym oraz prawem lennym. Układał komentarze do Corpus Iuris Civilis. Badał prawo lenne, spisane w Libri Feudorum. Pisał również opinie prawne (ok. 3 tysiące) i traktaty prawnicze. Działał jako adwokat oraz sędzia. Przyczynił się do rozwoju prawa handlowego, karnego i publicznego, a jego prace były wydawane do XIX w. Do jego uczniów należeli Paulus de Castro oraz Petrus Belforte – późniejszy papież Grzegorz XI.
Zmarł w 1400, mając 73 lata, być może na wściekliznę. W uznaniu jego zasług, jego portret umieszczano na dokumentach Uniwersytetu w Perugii.

In usus feudorum commentaria, 1580
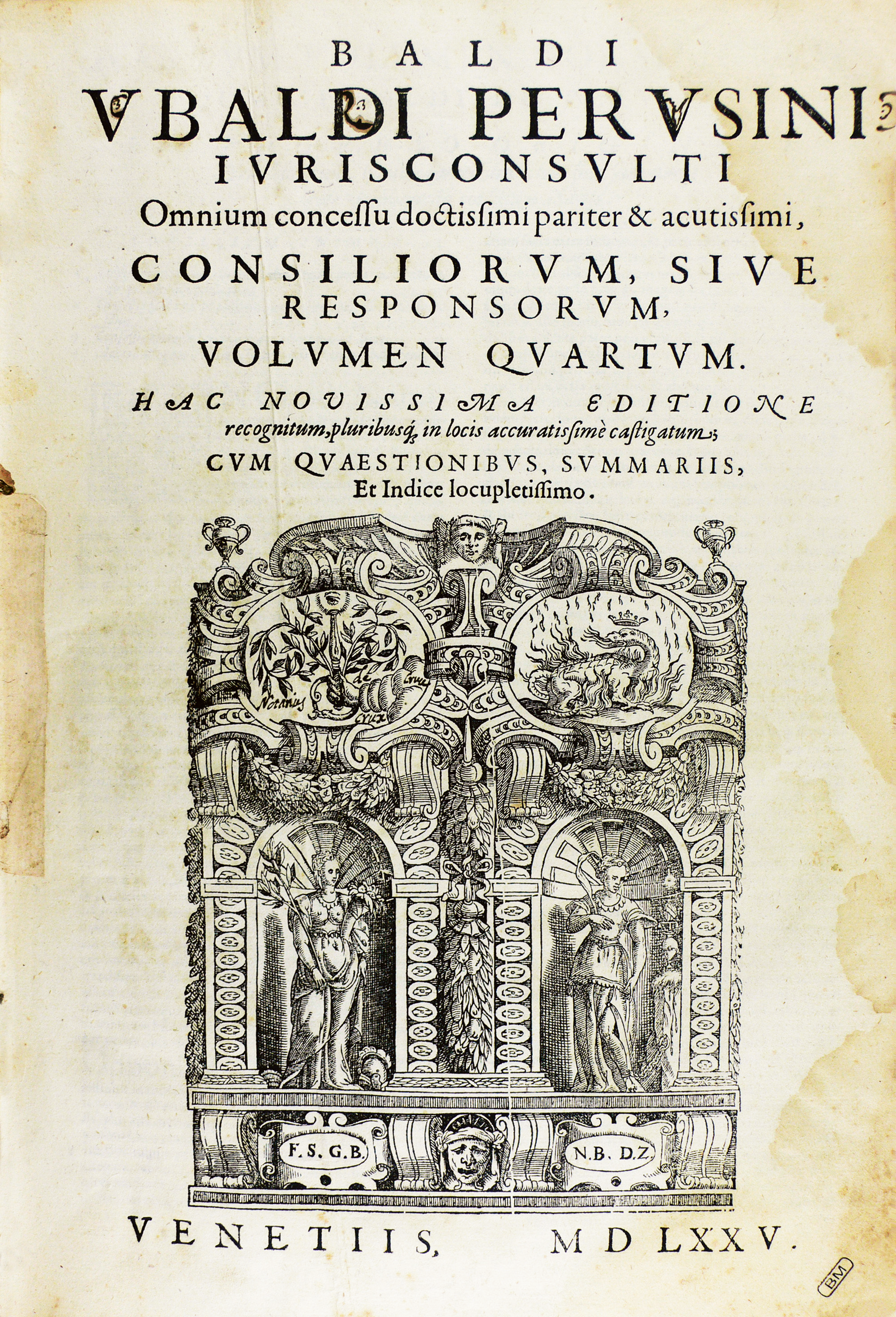
Consiliorum, siue responsorum, 1575